# István Takács
István Takács es un deportista húngaro que compite en lucha grecorromana. Ganó una medalla de oro en el Campeonato Europeo de Lucha de 2023, en la categoría de 87 kg.

## Palmarés internacional
| Campeonato Europeo | Campeonato Europeo | Campeonato Europeo | Campeonato Europeo |
| Año                | Lugar              | Medalla            | Categoría          |
| ------------------ | ------------------ | ------------------ | ------------------ |
| 2023               | Zagreb (Croacia)   | Medalla de oro     | 87 kg              |